# アーサー・モリス
アーサー・ラザフォード・モリス（Arthur Rutherford Morris、1846年6月4日 - 1912年2月17日）は、明治時代に来日した米国聖公会のアメリカ人宣教師。聖テモテ学校（大阪・英和学舎／立教大学の前身の一つ）初代校長、東京・三一神学校（のちの聖公会神学院）教授、立教大学校教授。立教大学の本館（1号館）は、モリスが遺した寄付により建てられたことから「モリス館」とも呼ばれ親しまれている。

## 人物・経歴
ニューヨーク出身。1869年（明治2年）7月、米国聖公会の宣教師で第2代中国・日本伝道主教のチャニング・ウィリアムズ（立教大学創設者）は、日本での活動拠点を大阪に移す。この頃は、ウィリアムズは日本と中国を往来しながら活動を行っていた。
同年、ウィリアムズは大阪・川口の外国人居留地近くの与力町の自室に小礼拝堂（ミッション・チャペル）を開き、英語礼拝と英語教授を開始する。同年11月には、ウィリアムズは主教座を武昌から大阪に移す。
1870年（明治3年）1月、ウィリアムズが大阪・川口の与力町に礼拝堂（ストリート・チャペル）を設置し、同年に与力町に英学講義所を開設（のちの大阪・英和学舎）を開設する。
こうして大阪でミッション拠点の拡張を進めるウィリアムズの熱心な呼びかけに応えて、同1870年（明治3年）、米国聖公会のニュージャージー教区のモリスが日本へ派遣される宣教師に任命される。
来日、大阪で活動
1871年（明治4年）5月、モリスは大阪に到着する。同年12月にモリスは、大阪・古川町に私塾と診療所のための家屋を入手し、ウィリアムズが与力町にあった英語塾（英学講義所）をその古川町（2丁目）に移転させる。
1872年（明治5年）2月21日にウィリアムズが大阪・古川町に私塾（男子校）を開設する。この学校は、午後2時間のみの男子学校で、英語に加えて数学や理化学なども教授され、ウィリアムズは数学や理化学を教えた。また、ウィリアムズが担当する聖書の授業は選択であったが、初級クラスは全員が履修し、上級生も多数が履修した。モリスは英語の教師として教壇に立った。また、1930年（昭和5年）の「立教大学新聞第89号」には、学校は聖テモテ学校という名称で明治4年6月に設立されたとの記載もあり、学校の設立年と名称には複数説がある。
しかし、私塾は開設からわずか4ヵ月で、大阪当局により閉鎖させられてしまう。このように当時の日本は依然として禁教化にあったが、めげることなく同年9月には、ウィリアムズはバイブルクラスを開いた。
同年12月3日には、ウィリアムズの要請により ジェームズ H. クインビー(James Hamilton Quinby)がC.D.B.ミラーと共に夫人を伴って大阪に着任する。
1873年（明治6年）2月24日、岩倉使節団の海外訪問と不平等条約改正の予備交渉に伴い、キリスト教徒への非人道的な行為が非難され、信仰の自由を認めることを求められたことにより、政府は太政官布告第68号によりキリシタン禁制の高札を撤去する。
1873年（明治6年）3月4日、閉鎖していた大阪・古川町の私塾を改称し、聖テモテ学校が開校し、モリスが初代校長を務める。この明治6年に校名（和名）を英和学舎と改めたともされる。
1874年（明治7年）2月3日、ウィリアムズが東京・築地の外国人居留地に私塾を開設し、同年中に立教学校と命名された。
同年、クインビーがモリスの後任として大阪の聖テモテ学校の校長となる。
1878年（明治11年）12月13日、テオドシウス・ティングが大阪に到着し、モリスに迎えられる。
ティングは1876年（明治9年）に廃校となっていた聖テモテ学校（立教大学の前身の一つ）の再興をウィリアムズから一任され、聖テモテ学校の再開に力を注ぎ、1879年（明治12年）10月に新たに上福島村（現在の大阪市北区）に「英和学舎」として開校した。米国聖公会宣教医のヘンリー・ラニングも学校の創設に携わり、ティングやモリスらとともに教えた。
1880年（明治13年）1月、大阪・英和学舎が風雲館と合併。新たに夜学課を設置する。
同年4月、大阪・英和学舎が、正教師にモリス、ラニング、ティング、ジョン・マキム、補教師に谷井正道、中島虎次郎（後の奈良基督教会伝道師、奈良英和学校支援者）、漢学に中島彬夫、小笠原字一良、数学に立花義誠という教師陣で運営される。
東京へ
1885年（明治18年）、モリスが東京・三一神学校（のちの聖公会神学院）で教えるため大阪から東京に転任する。
モリスは、1883年（明治16年）1月に教育令によって日本の大学の先駆けとして設立されたアメリカ合衆国式カレッジの立教大学校でも教鞭を執り、会計学を講じた。
1887年（明治20年）9月、これまで立教学校や立教大学校で教頭や幹事として運営を支えてきた貫元介が、退任して山口に帰郷することとなった。この際、モリスは貫から立教大学校の事務をヴィクター・ローとともに引き継いだ。
立教大学校は、欧化主義への反動から国粋主義が広がり出したことによるキリスト教への圧力や、日本の教育制度の変更などから、その後カレッジの進展を断念せざるを得ない状況となり、1890年（明治23年）10月に校名を立教学校に戻して日本の教育制度に合わせる対応を行い、教育活動を維持した。
このカレッジの進展を断念した別の背景として、これまで中心的な人物であったウィリアムズが、1889年（明治22年）に主教を退任するとともに、チャプレンとして聖書講義を担当していた立教大学校と三一神学校を退任したことに加え、モリスやローは学校事務の事情に精通していなかったこともあり、時代の波に乗れず学生が減少したという状況もあった。

## モリス館

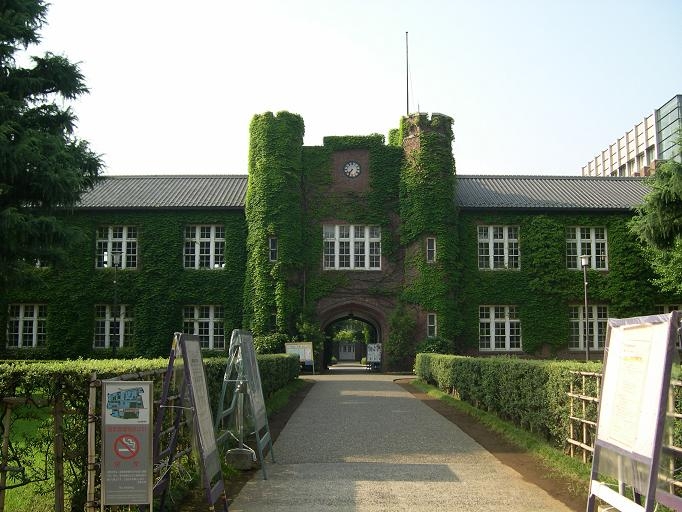
立教大学池袋キャンパス本館／1号館／モリス館（東京都選定歴史的建造物）

1918年（大正7年）に建てられた立教大学の本館（1号館）は、モリスが遺した寄付によって建てられたことから「モリス館」とも呼ばれている。モリス館は東京都選定歴史的建造物に選定されている。